# ロンドン動物園ペンギンプール

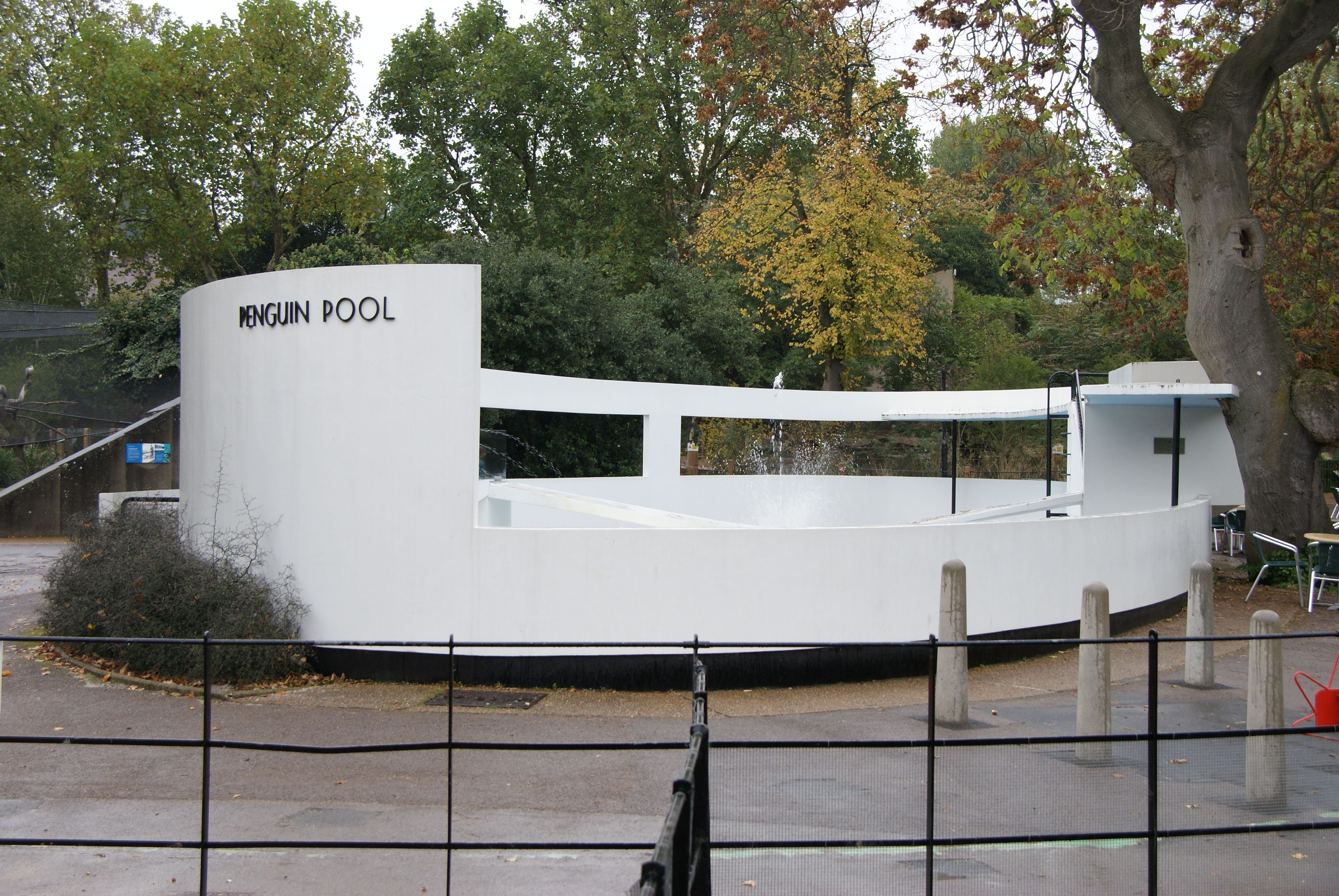
ペンギンプール

ロンドン動物園ペンギンプール（ロンドンどうぶつえんペンギンプール）は、1930年代にロンドン動物園に設けられた、ペンギンの展示施設である。バーソルド・リュベトキンとオヴ・アラップによって作られたもので、プールの上で螺旋型の2本のスロープが交差する独特の構造を持ち、当時の新素材であった鉄筋コンクリート建築の可能性を示すものと評価された。

## 歴史
ロンドン動物園では、遅くとも1870年代にはペンギンの飼育を開始していた。当初はカモなどと同じ池のある展示場で飼育されたが、1882年にはフィッシュ・ハウス（水族館）内に大型ガラス水槽が新設され、ケープペンギンはそこでウと一緒に展示されていた。1905年に完成したアシカプールは海岸の岩場を再現したもので、アシカとともにケープペンギンが飼われていたが、数羽のペンギンがアシカに食われたため、このプールでのペンギン展示は中止となった。
ペンギンプールが建築されたのは1934年（1933年、1936年とする資料もある）である。設計はオヴ・アラップ、建築は同園のゴリラハウスを建築して反響を呼んでいたテクトンの建築家バーソルディ・リュベトキンの手による。
その後、1987年の修復を経て2004年までケープペンギンやフンボルトペンギンの展示に使われていた。20世紀協会はロンドン動物園にプールの補修を申し出たが、園はそれを断ってペンギン展示を中止した。その理由として、コンクリートの上を歩くことでペンギンに関節痛を生じさせていること、ペンギンが潜水するには浅すぎること、ケープペンギンが巣穴を掘って求愛する行動ができないことを挙げている。プールには代わりにヨウスコウアリゲーターが展示されたが、20世紀協会はそれによって美的資質が損なわれ、構造物を危険にさらす可能性もあると批判した。
2011年以降、ペンギンは新しくできた、生息地に近い環境を再現した施設で展示され、元のプールは水だけが入った状態で残されている。

## 構造と評価

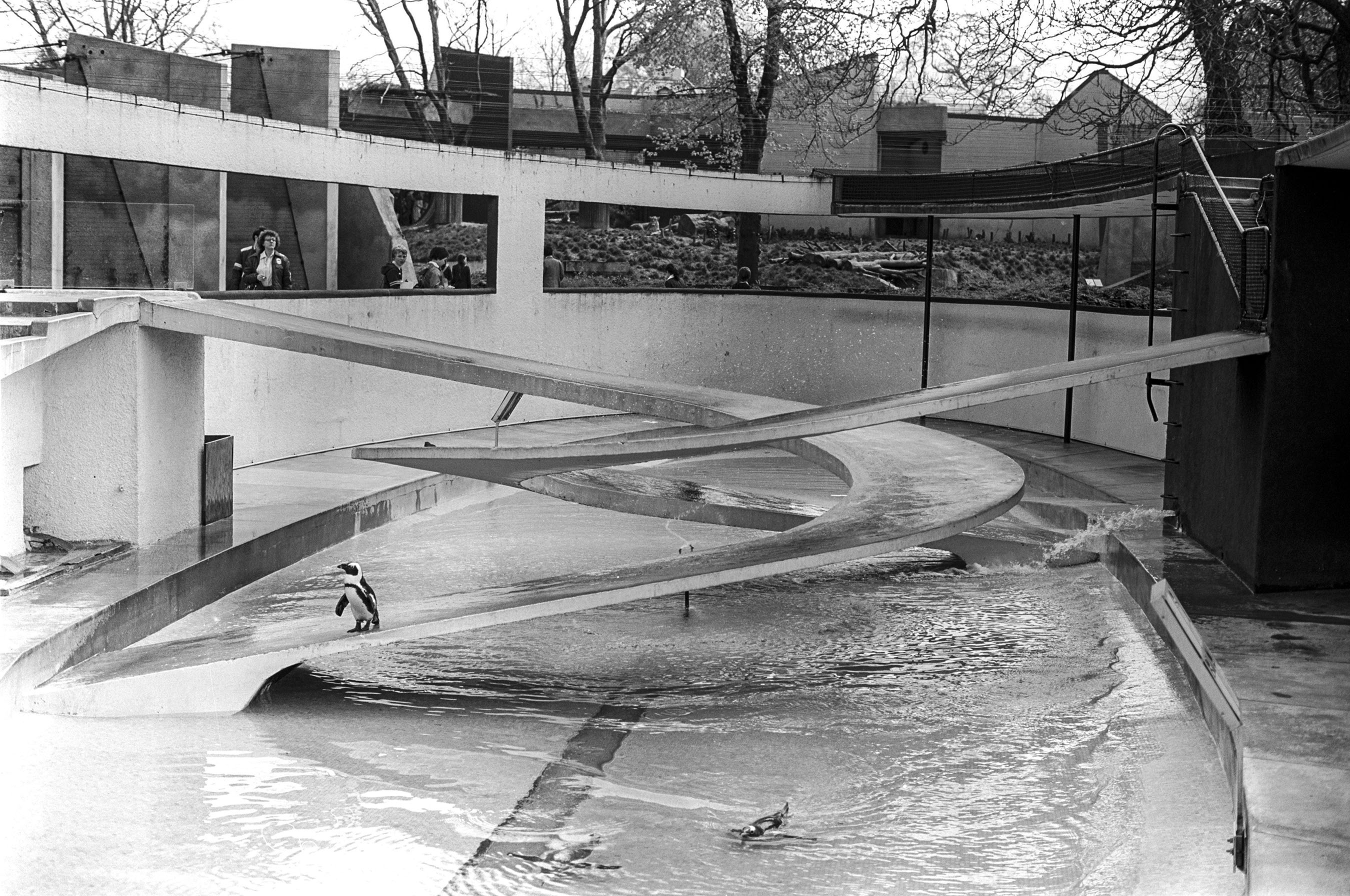
ペンギンプール

楕円形のプールと、その上に2本のスロープが螺旋を描きながら交差する構造で、その造形美は高く評価されている。また鉄筋コンクリートが開発されたばかりの時代にあって、ねじれた薄いスロープによる構造を作り上げたことは、高い技術力を示すものであると同時に、鉄筋コンクリート建築の可能性を切り開くもので、建築史の教科書にも掲載された。ペンギンの生息地を研究し、興味深い環境を作り上げたという評価もある。
陸上部は白く塗られている。これは、コンクリートの灰色による重苦しさを隠す効果があると評される一方で、温帯性のペンギンを展示する施設であるにもかかわらず、ペンギンを雪と氷に結び付ける一般的なイメージを踏襲するものだと指摘されている。
イギリス指定建造物のグレードIに登録されている。